# Naine allemande (poule)
 (octobre 2022).
Si vous disposez d'ouvrages ou d'articles de référence ou si vous connaissez des sites web de qualité traitant du thème abordé ici, merci de compléter l'article en donnant les références utiles à sa vérifiabilité et en les liant à la section « Notes et références ».
La naine allemande est une race de poule domestique.
Elle existe en différents coloris de plumages, le plus connu étant le saumon doré.
Elle pèse environ 750 g pour le coq et 600 g pour la poule.

## Sources
- Le Standard officiel des volailles (Poules, oies, dindons, canards et pintades), édité par la SCAF.

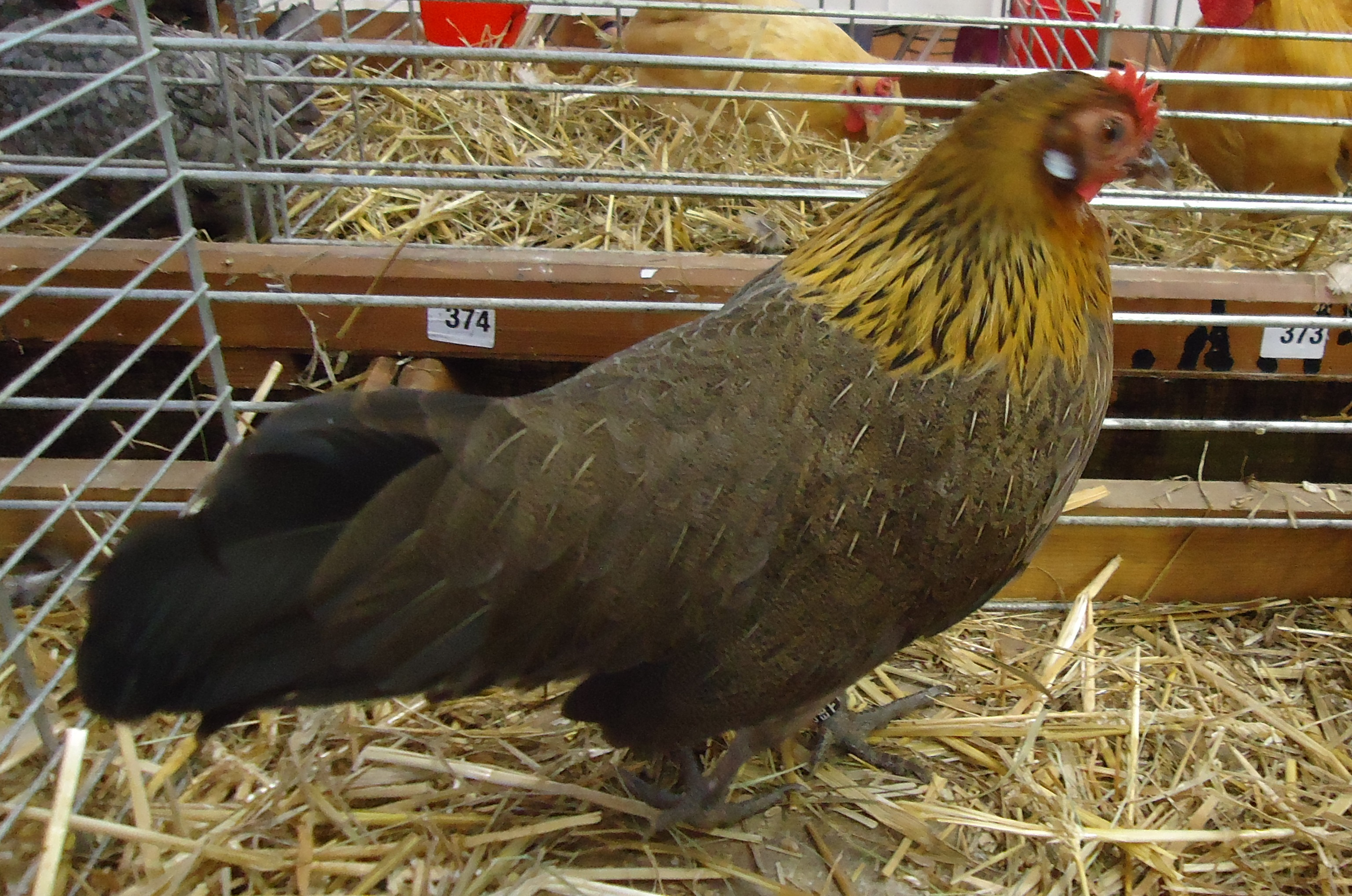
Poule Naine Allemande saumon doré

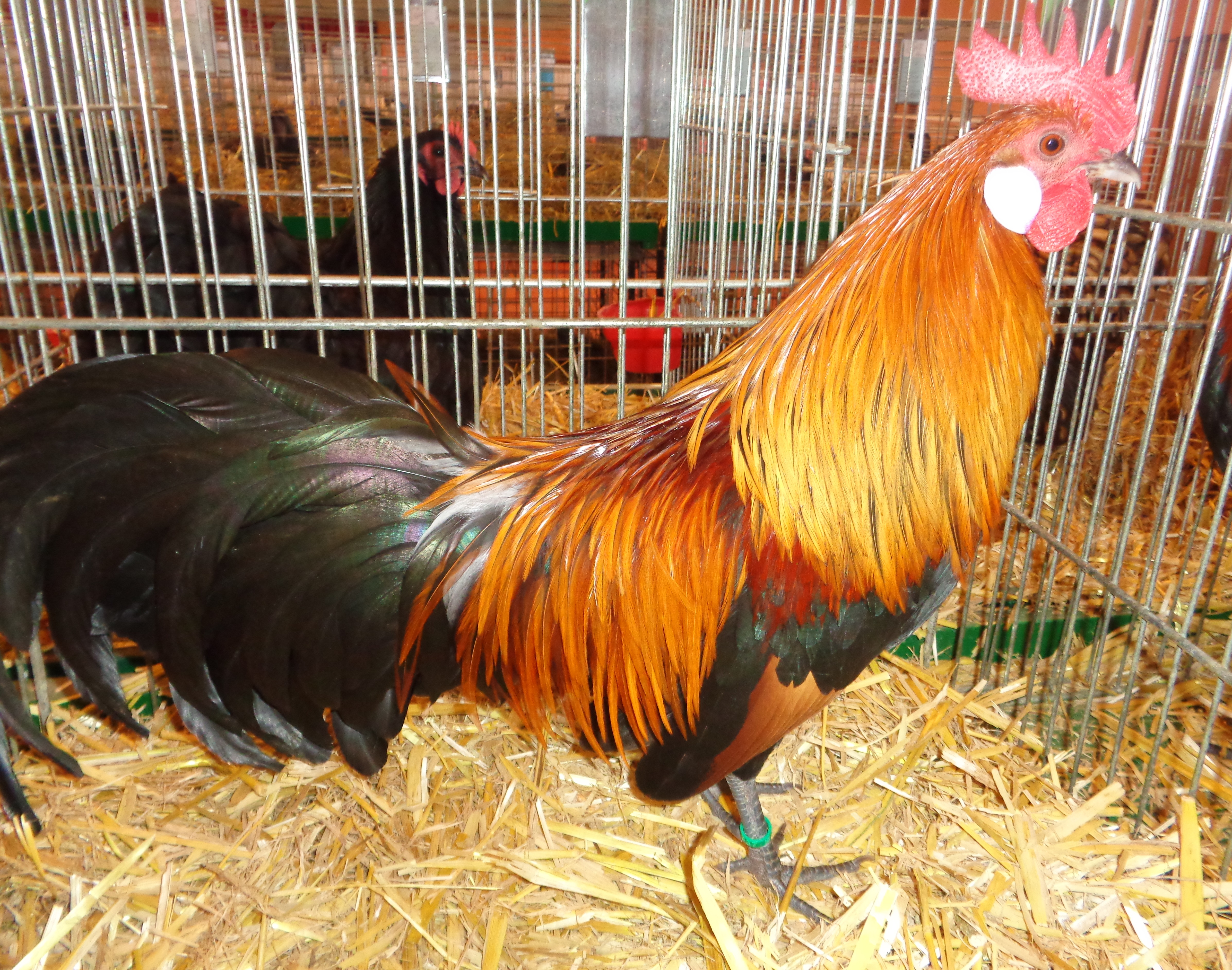
Coq Naine Allemande saumon doré

- Le Standard officiel des poules de races naines, édité par le BCF.